# Julien Pillet
Julien Pillet (Dijon, 28 de setembro de 1977) é um esgrimista francês, representou seu país nos Jogos Olímpicos de Verão de 2000, 2004 e 2008.
Fez parte do grupo que ganhou a medalha de ouro na categoria "sabre por equipes" nos jogos olímpicos de 2004 e 2008 e a medalha de prata em 2000.